# 寻阁劝
寻阁劝（778年—809年），一作新觉劝、苴蒙阁劝、寻梦凑，异牟寻之子，南诏第四代国王，808年至809年在位，谥孝惠王。

## 生平
794年，随父与唐朝使者会盟于点苍山神祠。808年十一月，异牟寻去世，寻阁劝即位。改元应道，寻阁劝自称尊号骠信，以大理城为西京，鄯阐城为东京，重修曲靖崇真寺。应道元年（809年）正月，唐朝遣使册立寻阁劝为南诏王，颁赐元和册南诏印。同年十一月，年仅31岁的寻阁劝去世，长子劝龙晟即位。

## 年号
- 应道：809年